# Linea M4 (metropolitana di Milano)
La linea M4 è una linea della metropolitana di Milano che collega la città da sud-ovest, con capolinea San Cristoforo, alla fermata di Linate Aeroporto, capolinea a est, nel comune di Segrate, con interscambio con l'Aeroporto di Milano-Linate.
La linea ricade per intero nell'area tariffaria urbana di Milano, compreso il capolinea di Linate Aeroporto, che risulta geograficamente sito nel territorio comunale di Segrate.
La M4 è anche chiamata linea blu, in quanto indicata nelle mappe con tale colore; il blu è anche il colore principale utilizzato nell'arredo delle stazioni e dei treni.
Quinta linea di metropolitana a essere costruita a Milano, nonché seconda concepita come metropolitana leggera, incrocia la linea M1 nella stazione di San Babila e la linea M2 nella stazione di Sant'Ambrogio. Il 7 settembre 2016, in seguito a una petizione da parte dei cittadini, il comune di Milano aveva inizialmente annunciato la costruzione di un sottopassaggio pedonale per collegare la stazione Sforza Policlinico della linea M4 alla stazione Missori della linea M3; tuttavia si poi è scartata definitivamente la possibilità di un interscambio diretto tra le stazioni, optando per un trasbordo pedonale esterno all'infrastruttura della metropolitana, sfruttando la pedonalizzazione dell'area.
Non è presente, invece, nessun interscambio con la linea M5, rendendo la M4 la prima linea della metropolitana milanese a non intersecare tutte le altre esistenti all'epoca della sua costruzione. La linea incrocia anche alcune linee della rete suburbana nelle stazioni di Dateo, Forlanini e San Cristoforo, servita sia da treni regionali che suburbani.

## Storia

### Progettazione
Benché l'istruttoria del progetto della linea 4 fosse stata completata già nel 2005, quando il comune di Milano era guidato dal sindaco Gabriele Albertini, il riacquisto da parte della giunta comunale successiva, quella di Letizia Moratti, delle obbligazioni e del controllo di A2A ha impedito il finanziamento del progetto, che è stato rimandato a più riprese. Nell'agosto 2008 sono iniziati gli scavi per le indagini archeologiche preliminari alla stesura del progetto esecutivo su alcune vie della Cerchia dei Navigli, in piazza San Babila e largo Augusto.
Il 19 novembre 2010 la giunta del comune di Milano ha approvato lo stanziamento di 400 milioni di euro da parte del comune, su un importo complessivo di 1699 milioni. La quota restante sarà a carico dello Stato per 786 milioni e di privati per 513 milioni. L'appalto è stato assegnato all'inizio del 2011, con il metodo della finanza di progetto, alla cordata di imprese guidata da Impregilo, con a capo l'imprenditore Salvatore Ligresti.
Nei piani iniziali si prevedeva la consegna di tutta la linea da San Cristoforo a Linate Aeroporto per il 2015, salvo ritardi causati in parte dal ricorso della cordata guidata dall'Impresa Pizzarotti & C. In seguito, anche l'idea di arrivare a costruire la tratta San Babila - Linate Aeroporto entro il 2015 fu abbandonata.
Il verbale firmato 6 marzo 2012 sanciva l'obiettivo definitivo: una prima tratta di tre stazioni da aprire entro l'Expo 2015. Si trattava delle tre fermate di Linate Aeroporto, Repetti (inizialmente denominata Quartiere Forlanini) e Stazione Forlanini. Presso quest'ultima sarebbe stata realizzata una nuova fermata di interconnessione col passante ferroviario di Milano e la linea di cintura est, da cui fare passare le linee S5, S6, S9.
Anche la realizzazione delle prime tre fermate è stata in seguito posticipata a causa di un braccio di ferro tra le imprese di costruzione, che chiedevano 70 milioni di euro per la tratta, e il Comune, il quale si dichiarava disposto a spenderne non più di 50. Il 23 aprile 2012 la giunta comunale approvò uno stanziamento di ulteriori 50 milioni di euro per la realizzazione del primo tratto da Linate Aeroporto a Forlanini FS entro il 30 aprile 2015, in tempo per l'Expo 2015. Nel tentativo di mantenere l'obiettivo, si prevedeva la possibilità che fosse "sacrificata" la fermata Quartiere Forlanini (rimandata a dopo l'Expo 2015) in favore del completamento di Forlanini FS e Linate Aeroporto.
La giunta del sindaco Giuliano Pisapia aveva inizialmente promesso l'inaugurazione della linea entro il 2017, tuttavia nel bilancio previsionale diffuso a giugno 2012 l'apertura è stata fatta slittare al primo quadrimestre 2018.
Il 28 dicembre 2014 la giunta Pisapia ha definitivamente escluso ogni ipotesi di apertura anche parziale della linea nel 2015 e ha istituito per l'Expo un servizio navetta basato su autobus, deliberando inoltre una variante nelle tempistiche del progetto e ripianificando l'apertura dell'intera linea nel 2022.
Il 2 giugno 2018 il Comune ha rivisto le date di apertura, collocandole tra il 2021 per la "tratta Expo" e il 2023 per l'apertura dell'intera linea.
Il 20 luglio 2019 è stato calato in galleria il primo convoglio della M4 alla stazione di Linate Aeroporto, alla presenza del sindaco Giuseppe Sala, e sono state fatte delle corse di prova tra Linate e Forlanini FS.
Il 23 marzo 2021 le date dell'inaugurazione della tratta ovest sono state ulteriormente posticipate, in un periodo dal 2023 al 2024, per ritardi dovuti alla pandemia di COVID-19 e a ritrovamenti archeologici.
Il 26 novembre 2022 è stata inaugurata la prima tratta, tra Linate Aeroporto e Dateo.
Il 4 luglio 2023 è stata aperta la tratta fra Dateo e San Babila, comprendente la fermata di Tricolore (1,6 km), permettendo così un interscambio diretto con la M1 e collegando la nuova linea al resto della rete metropolitana: la tratta fra Linate Aeroporto e San Babila viene dunque percorsa in 12 minuti. L'inaugurazione è avvenuta 4 giorni in ritardo rispetto a quanto previsto in origine (30 giugno 2023). A seguito di tale prolungamento, che ha portato la M4 a raggiungere i 7,2 km di estensione, è stato interrotto il servizio della linea di autobus urbana numero 73, che fino ad allora aveva collegato Linate con Piazza San Babila.
Il 12 ottobre 2024 è stata aperta la tratta fra San Babila a San Cristoforo, con l'entrata in esercizio dell'intero percorso. 

### Costruzione

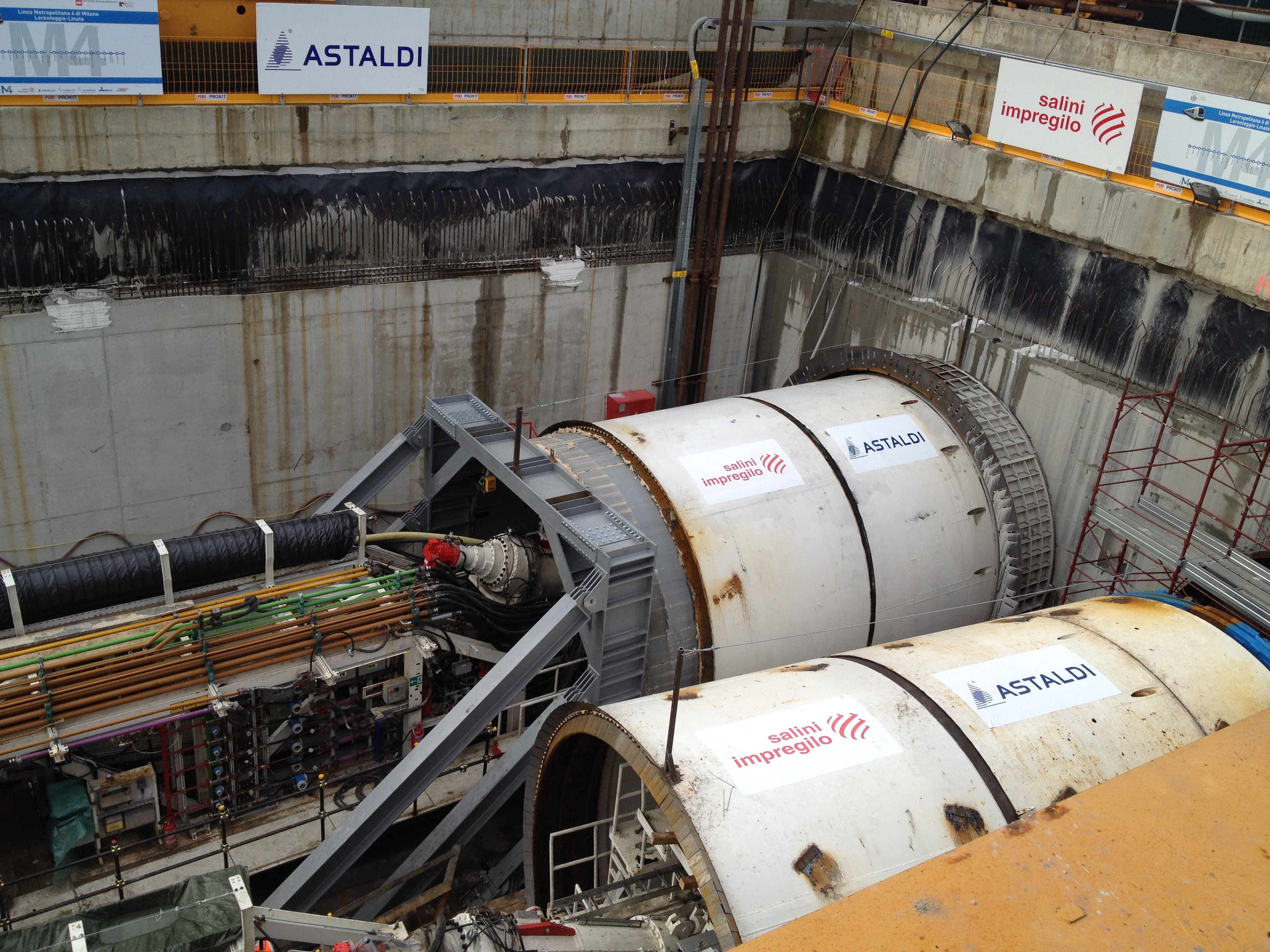
La talpa meccanica utilizzata a Linate nel marzo 2014

Il 7 marzo 2012 sono state consegnate le aree per un successivo inizio dei lavori al Consorzio MM4, costituito tra i soci costruttori della M4, e il 28 maggio è iniziata la prima fase dei lavori, che prevedeva la demolizione del parcheggio di Linate, la bonifica del territorio, il dissotterramento dei residuati bellici, l'indagine archeologica che si è conclusa il successivo 17 luglio. I lavori veri e propri per le prime 3 fermate, Stazione Forlanini, Repetti e Linate Aeroporto, cioè la seconda fase, sono ufficialmente partiti il 19 luglio 2012, con la modifica della viabilità nelle vie interessate.
Il 19 gennaio 2015 sono cominciati i lavori preliminari per le quattro stazioni della tratta tra Forlanini FS e Tricolore, che hanno riguardato la posa delle recinzioni, il taglio o il trapianto di alcuni alberi che ostacolavano lo scavo e lo spostamento dei sottoservizi.
I lavori per la restante tratta sono iniziati in due fasi distinte:
- 1º febbraio 2015: tratta San Cristoforo - Coni Zugna;[34][39]
- 2 novembre 2015: tratta centrale Coni Zugna - Tricolore i cui lavori sono stati ritardati per non causare interferenze durante l'Expo 2015.

### Apertura
| Tratta o stazione           | Stato      | Inaugurazione    | Lunghezza | Stazioni | Completamento |
| --------------------------- | ---------- | ---------------- | --------- | -------- | ------------- |
| Linate Aeroporto - Dateo    | completata | 26 novembre 2022 | 5,7 km    | 6        | 6 su 21       |
| Dateo - San Babila          | completata | 4 luglio 2023    | 1,6 km    | 2        | 8 su 21       |
| San Babila - San Cristoforo | completata | 12 ottobre 2024  | 7,8 km    | 13       | 21 su 21      |

## Caratteristiche tecniche
| Urban head station in tunnel |

| Urban tunnel stop on track |

| Unknown route-map component "utINT" |

| Urban tunnel stop on track |

| Urban tunnel stop on track |

| Unknown route-map component "utINT" |

| Urban tunnel stop on track |

| Unknown route-map component "utINT" |

| Urban tunnel stop on track |

| Urban tunnel stop on track |

| Urban tunnel stop on track |

| Urban tunnel stop on track |

| Unknown route-map component "utINT" |

| Urban tunnel stop on track |

| Urban tunnel stop on track |

| Urban tunnel stop on track |

| Urban tunnel stop on track |

| Urban tunnel stop on track |

| Urban tunnel stop on track |

| Urban tunnel stop on track |

| Urban tunnel station on track |

| Unknown route-map component "utSTRe" |

| Urban non-passenger end station |

Schema della linea

La trazione è elettrica in corrente continua alla tensione di 750 V mediante terza rotaia a contatto inferiore, come per la linea M5; lo scartamento è quello ordinario di 1435 mm. Oltre alle 21 stazioni della tratta, si prevede di realizzare anche un deposito-officina sopraelevato situato tra la via Morandi e lo scolmatore Olona.
La linea è dotata di guida completamente automatica e di porte di banchina che si aprono all'arrivo dei treni solo quando essi sono totalmente fermi e perfettamente allineati; il sistema è analogo a quello della M5, interamente controllato da un unico centro operativo, situato presso il deposito, oltre la stazione di San Cristoforo. Le banchine sono lunghe 50 m, come quelle della linea M5 e sensibilmente più corte di quelle delle prime tre linee (110 m). A regime, la frequenza dei treni (90 secondi riducibili fino a 75) dovrà garantire portate orarie di 24-28.000 passeggeri/ora per direzione. 
Sono presenti vie di corsa con gallerie a binario singolo e, per rendere minimo l'impatto dei cantieri nel centro della città, tra San Babila e Sant'Ambrogio anche le banchine sono state realizzate all'interno del tunnel, che è di 3 metri più largo. 
La stazione di Dateo è, attualmente, la più profonda dell'intera rete metropolitana di Milano, primato in precedenza detenuto dalla fermata Lotto della linea M5 (dal 2015) e dalla stazione Duomo della linea M3 (dal 1990).
La linea è interamente sotterranea, ad eccezione del tratto terminale del tracciato, compreso tra il capolinea di San Cristoforo e il deposito situato a ridosso del confine comunale con Buccinasco, che si trova anch'esso in superficie.

## Materiale rotabile
La linea dispone di 47 convogli Serie 4400, assegnati al deposito di San Cristoforo. I treni sono parte della famiglia "MAAB" (metropolitana driverless Hitachi Rail Italy), sviluppata originariamente da AnsaldoBreda per la metropolitana di Copenaghen e il cui design è stato realizzato in collaborazione con Giugiaro. 21 convogli analoghi sono già in servizio per l'ATM come Serie 5500, avendo prestato servizio sulla linea M5 sin dalla sua apertura nel 2013.
Si tratta di treni bidirezionali composti da quattro casse intercomunicanti e articolate, con larghezza di 2,65 m e una lunghezza di 50,9 m, dotati di trazione con inverter IGBT-VVVF e possono raggiungere una velocità massima di 80 km/h. La capacità nominale è di 600 passeggeri, di cui 40 seduti.

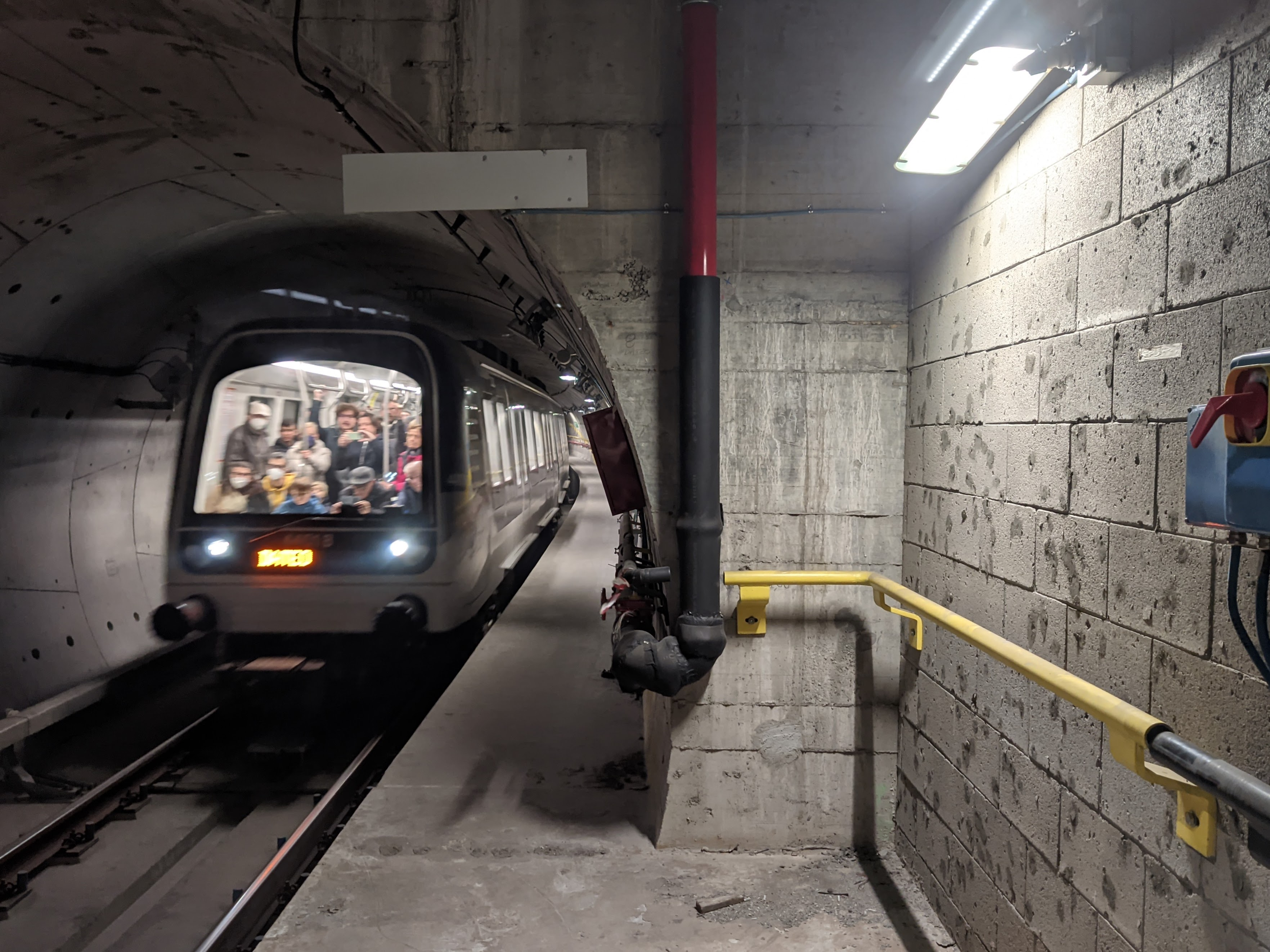
Convoglio in arrivo a Dateo il giorno dell'inaugurazione della linea
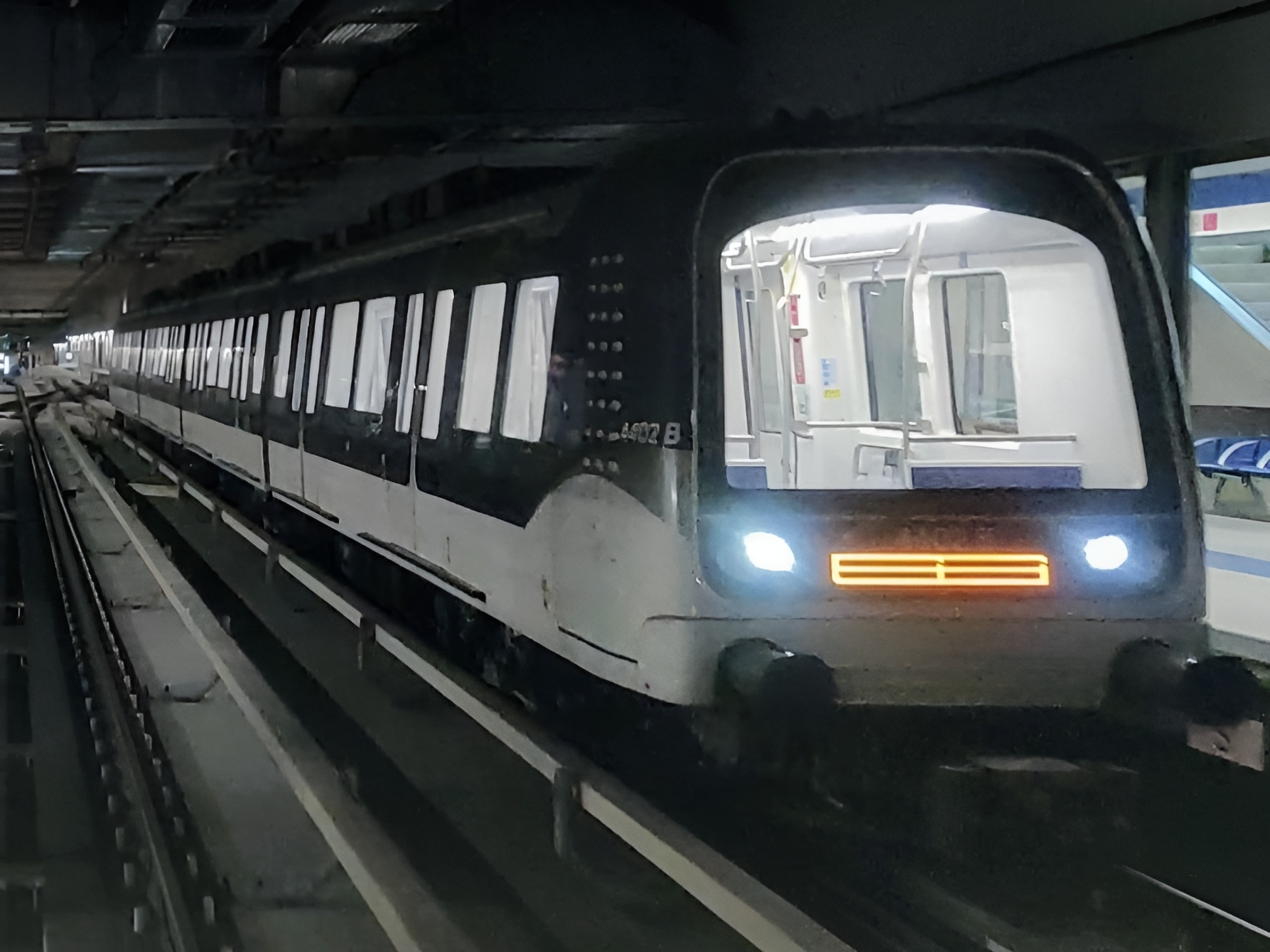
Convoglio in sosta alla stazione di Linate Aeroporto
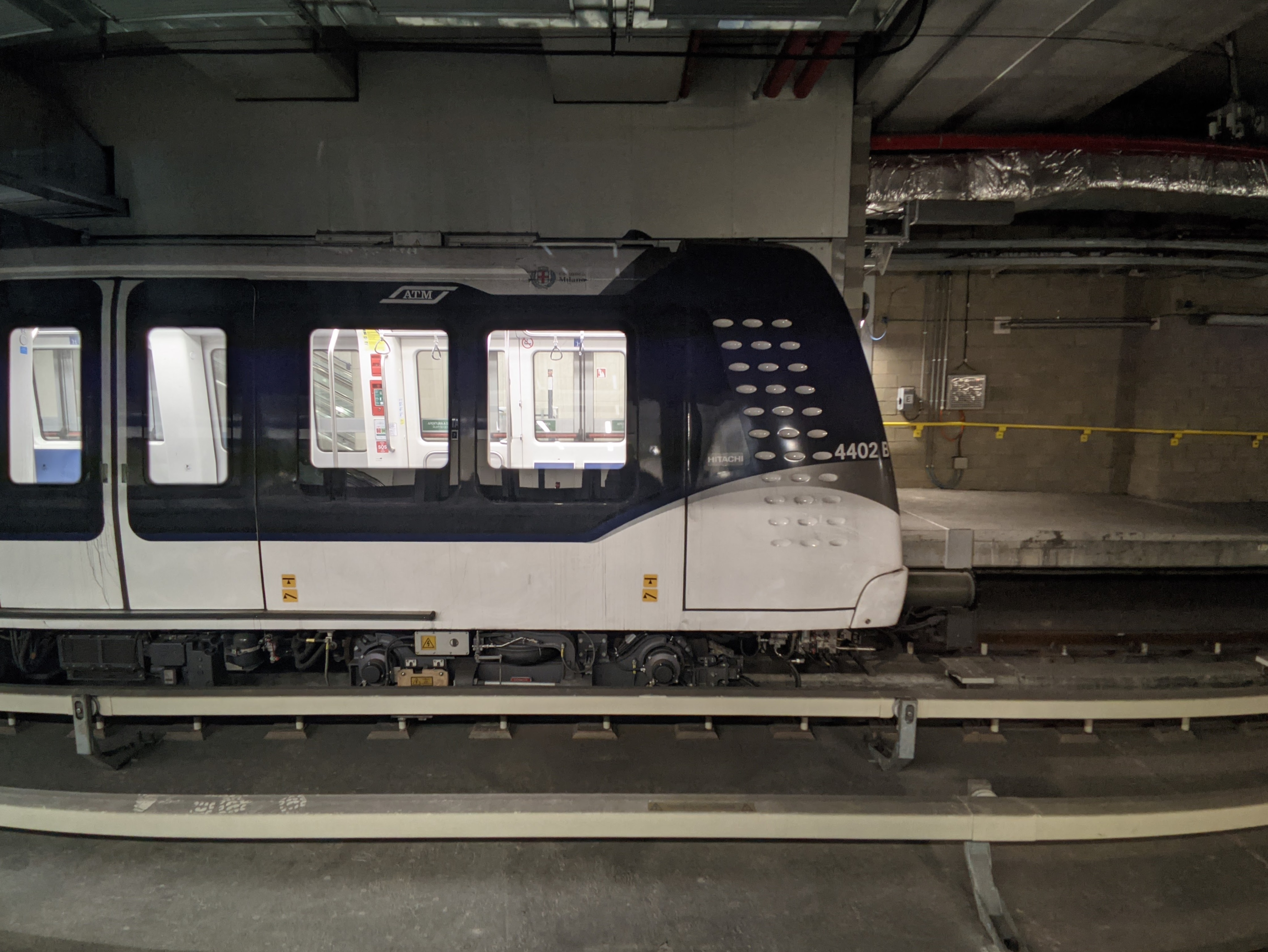
Vista laterale
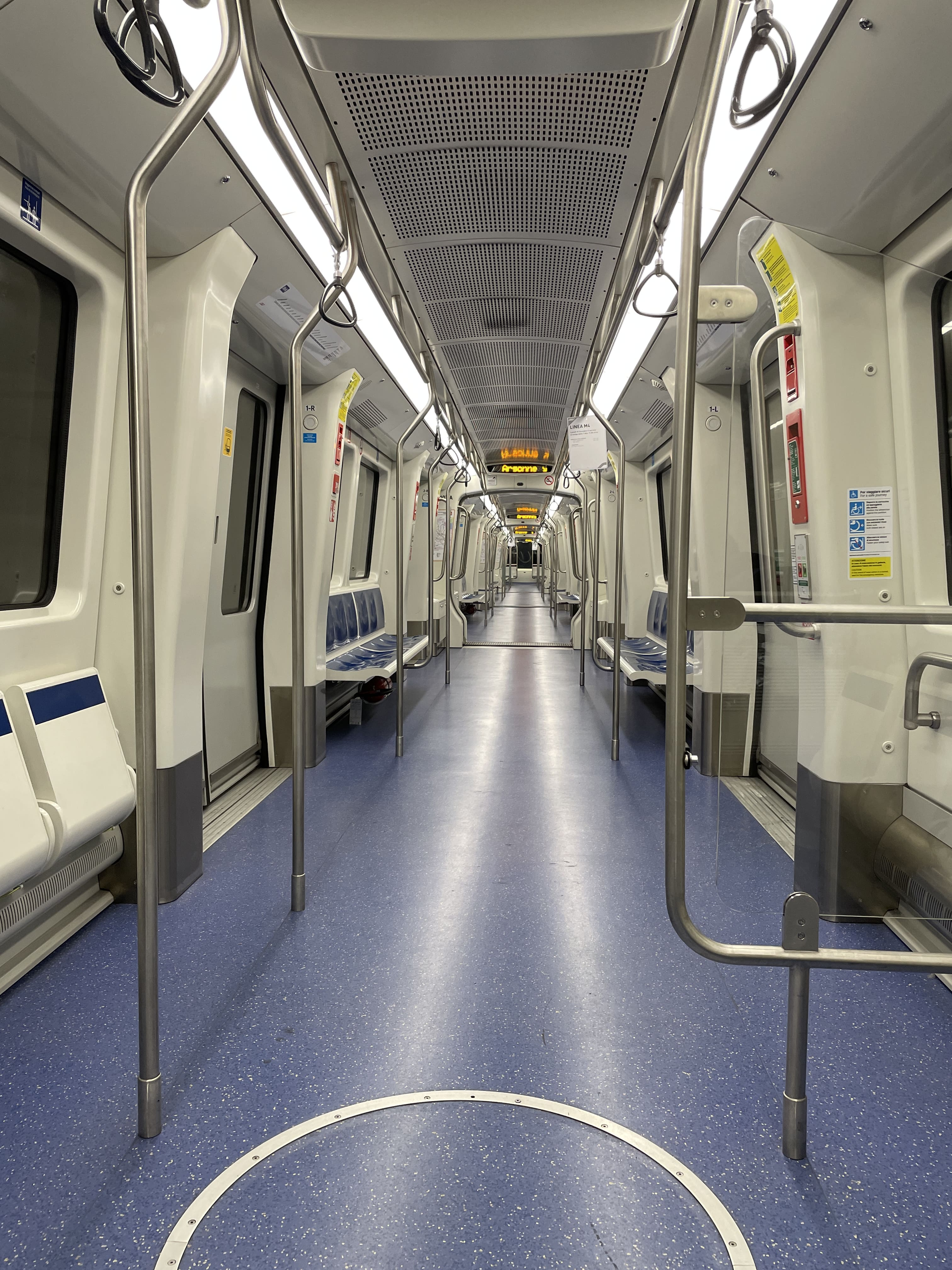
Interni di un convoglio
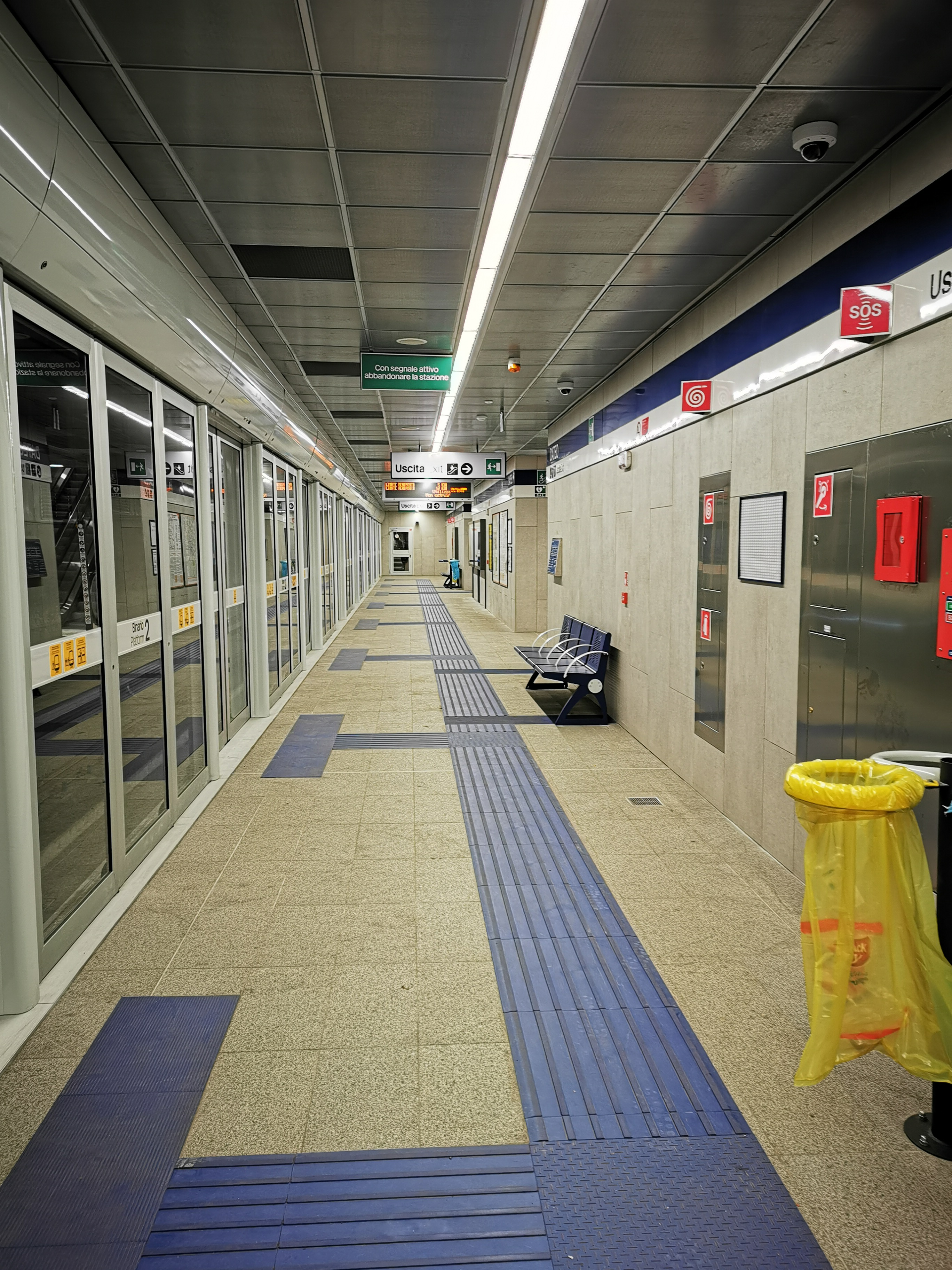
La banchina della stazione di Dateo

## Consorzio e costi
Il costo complessivo della linea è stato sostenuto per il 67% circa da fondi pubblici e per il 33% da privati, con la costituzione della società mista SPV Linea M4 Spa, formata nel luglio 2012 e attualmente presieduta da Alessandro Lamberti.
I soci della M4 S.p.A. sono:
- Comune di Milano - 66,667%
- ATM - 31,533%
- Webuild Italia - 0,559%
- Partecipazioni Italia - 0,559%
- Hitachi Rail STS - 0,656%
- MerMec STE - 0,014%
- Sirti - 0,006%

Per l'esecuzione delle opere, l'8 marzo 2012 i Soci Costruttori hanno costituito il Consorzio MM4, titolare del contratto epc, attualmente presieduto da Guido Mannella.
Il 15 giugno 2013 il governo Letta ha finanziato il progetto con 200 milioni di euro, stanziati all'interno del cosiddetto "decreto del fare".
Il costo complessivo è di 1,8 miliardi di euro, di cui 958 milioni di euro dello Stato, 461 dei privati e 400 del Comune di Milano.
Il 30 marzo 2022 il governo Draghi ha finanziato con 420 milioni di euro l'estensione della linea fino a Segrate.

## Possibili estensioni
| Tratta                      | Stato       | Inaugurazione | Lunghezza | Stazioni    |
| --------------------------- | ----------- | ------------- | --------- | ----------- |
| Linate Aeroporto - Segrate  | finanziato  | 2028          | 3,1 km    | 2           |
| San Cristoforo - Buccinasco | allo studio |               | 1,5 km    | da definire |

Il 30 marzo 2022 il Ministero delle infrastrutture e della mobilità sostenibili annuncia un finanziamento da 420 milioni di euro per realizzare un prolungamento della metropolitana oltre la fermata di Linate Aeroporto, con due nuove stazioni: Idroscalo-San Felice e il nuovo capolinea Segrate Porta Est. Quest'ultima stazione sarà dotata di interscambio con la futura stazione ferroviaria di Segrate Porta Est della linea ad alta velocità Milano-Verona e collegherà il centro urbano di Milano al nuovo centro commerciale del gruppo Westfield.
A causa di extra-costi è necessario un ulteriore finanziamento di 70 milioni di euro per realizzare il progetto.  
L'8 Aprile 2025 è stato finanziato lo studio di fattibilità per il prolungamento della M4 fino al comune di Buccinasco, situato sulla sponda opposta del Naviglio rispetto al capolinea di San Cristoforo, in modo da creare una nuova stazione in via Garibaldi.